# Коронас-Ф
КОРОНАС-Ф — супутник для дослідження Сонця, що був запущений спільними зусиллями України та Росії 31 липня 2001 року.
КА «Коронас-Ф» створено з метою проведення комплексних досліджень потужних динамічних процесів активного Сонця в діапазоні від радіохвиль до гамма-випромінювання, вивчення сонячних космічних променів, а також геліосейсмологічного зондування надр Сонця та вивчення сонячної корони.
Науковими керівниками проекту «Коронас-Ф» (Комплексні орбітальні навколоземні спостереження активності Сонця) є академік РАПН, директор ІЗМІРАН професор Віктор Миколайович Ораевскій і член-кореспондент РАН, директор Відділення оптики Фізичного інституту імені П. М. Лебедєва (ФІАН) Ігор Ілліч Собельман. Науковий і технічний координатор проекту — к.ф.-м.н. Сергій Іванович Болдирєв (ІЗМІРАН). «Коронас-Ф» — міжнародний космічний проект, у здійсненні якого беруть участь організації та вчені Росії, України, Грузії, Словаччини, Польщі, Німеччини, Франції, Британії, США.
«Коронас-Ф» — другий КА в серії сонячних обсерваторій, створення якого було передбачено федеральними космічними програмами 1993 і 2000 рр.. для спостереження Сонця з орбіти штучного супутника Землі. Першим апаратом серії був «Коронас-І», запущений 2 березня 1994 і проіснував до 4 березня 2001 р. «Коронас-Ф» повинен продовжувати і розвивати виконані ним дослідження. (Спочатку літерами І і Ф були «зашифровані» організації, які відповідали за наукову програму — ІЗМІРАН і ФІАН. Пізніше керівництво програмою «Коронас-Ф» також було передано ІЗМІРАНу, а літеру Ф вирішили розшифровувати як «фотосфера».)
Третім і останнім в серії повинен стати КА «Фотон» (АУОС-СМ-Ф), що розробляється при науковому керівництві Московського державного інженерно-фізичного інституту (МІФІ).
«Коронас-Ф» створений на базі дніпропетровської супутникової платформи АУОС-СМ (Автоматична керована орбітальна станція з сонячно-магнітною системою орієнтації). Технічним керівником проекту є д.т. н., головний конструктор КБ-3 ДКБ «Південне» Володимир Йосипович Драновський.
Запуск КА «Коронас-Ф» був виконаний з великим відставанням від проектного терміну через хронічний брак коштів, що виділяються з російського бюджету на космічну науку. З цієї ж причини «Коронас-Ф» — єдиний російський, а точніше — російсько-український науково-дослідний КА, що функціонує в наш час[коли?] на орбіті.
У результаті виконаних проектних розробок було зроблено висновок, що потреби фундаментальних досліджень навколоземного космічного простору майже цілком покриваються використанням двох модифікацій автоматичної універсальної орбітальної станції класу КАМ-1 з орієнтацією на Землю (АУОС-3) і на Сонце (АУОС-СМ). Станції стали базовими платформами для створення цільових дослідницьких апаратів шляхом оснащення їх відповідними бортовими комплексами наукової апаратури.
Автоматична універсальна орбітальна станція АУОС-3 призначена для комплексного вивчення космічного простору, фізичної природи явищ сонячної активності, геофізичних явищ і зв'язки цих явищ з сонячною активністю, здійснюваного за програмою міжнародного співробітництва, а також для проведення експериментів в інтересах народного господарства. Вона забезпечує мінімум змін конструкції і складу бортового забезпечує комплексу при переході від одного застосування до іншого.
Базовий космічний апарат АУОС-СМ призначений для забезпечення проведення комплексних досліджень Сонця в інтересах науки і народного господарства в рамках проектів «Коронас-І», «Коронас-Ф», «Фотон».

## Завдання КФ Коронас-Ф
АУОС-СМ-КФ
Супутник наукового призначення для дослідження активності Сонця. Супутник АУОС-СМ-КФ був виведений на орбіту 31 липня 2001 ракетою-носієм «Циклон» з космодрому «Плесецьк». Створювався на базі уніфікованої космічної платформи АУОС-СМ розробки ДП "КБ «Південне».
Наукова інформація приймалася наземними засобами ІЗМІРАН в г. Троіцке (РФ) і в м. Нойштреліце (Німеччина).
Призначений для проведення комплексних наукових експериментів з дослідження активності Сонця (проект «Коронас-Ф»):
- Дослідження динаміки сонячних спалахів різних типів;
- Визначення параметрів струмового шару, оцінки ролі теплових і нетеплових процесів, прискорених електронів і протонів;
- Вивчення еволюції активної області Сонця в пред-спалаховій та після-спалахової фазах;
- Безперервні спостереження великомасштабної структури спокійній корони Сонця і еволюції корональних дірок;
- Дослідження внутрішньої будови і динаміки стану Сонця, включаючи обертання його внутрішніх шарів за спостереженнями коливань Сонця;
- Дослідження переносу енергії з надр Сонця до його поверхні, накопичення енергії у верхній атмосфері, а також її виділення під час сонячних нестаціонарних явищ;
- Вивчення потужних динамічних процесів активного Сонця (сонячні плями, спалахи, викиди плазми) з метою створення теорій і методів прогнозування цих явищ;
- Вивчення характеристик сонячних космічних променів (КЛ), прискорених у процесах сонячних спалахів та інших активних явищ, умов їх виходу, поширення в міжпланетному магнітному полі та впливу на магнітосферу Землі;
- Сейсмологія надр Сонця на основі спостережень глобальних коливань (осциляцій).

Вчених особливо цікавлять такі питання: дослідження динаміки сонячних спалахів різних типів; визначення параметрів сонячної плазми, локалізація області енерговиділення і прискорення частинок; з'ясування механізму спалаху, зокрема, визначення параметрів струмового шару, оцінка ролі теплових і нетеплових процесів, прискорених електронів і протонів; вивчення еволюції активної області у сонячній пред-спалаховій і після-спалахових фазах, пошук струмових шарів і провісників спалахів; визначення фізичних параметрів плазми активної області; з'ясування механізмів нагрівання; безперервні спостереження великомасштабної структури спокійної корони і еволюції «коронарних дір»; визначення параметрів плазми в області переходу корони в сонячний вітер; дослідження внутрішньої будови і динаміки Сонця, включаючи обертання його внутрішніх шарів, за спостереженнями коливань поверхні Сонця; дослідження варіацій потоків короткохвильового і корпускулярного випромінювань Сонця на фазі максимуму 11-річного циклу активності з метою накопичення експериментальних даних, необхідних для розвитку методів прогнозування явищ сонячної активності та їх впливу на магнітосферу і іоносферу Землі.
Апаратура КА складається з трьох основних груп наукових приладів, велика частина яких (9 з 14) вже експлуатувалася на супутнику «Коронас-І»:
- прилади рентгенівського діапазону для побудови монохроматичних зображень активних областей на Сонці з просторовою роздільною здатністю порядку 1 "в лініях високоіонізованих атомів Fe, Mg, K, Ar, Ca, Si, Ni;
- прилади для вимірювання потоків і поляризації електромагнітного випромінювання (ЕМВ) активних областей і спалахів від гамма-до радіочастот;
- прилади для дослідження сонячних корпускулярних потоків (спектри та потоки електронів, протонів, нейтронів, гамма-квантів).

П'ять приладів мають кращі характеристики, ніж досягнуті у світі на цей час, інші виконані на сучасному світовому рівні. Перелік наукової апаратури КА «Коронас-Ф» із зазначенням вирішуваних завдань, організацій-розробників і наукових керівників наведено в таблиці.
На жаль, через нестачу коштів польські колеги з Центру космічних досліджень у Варшаві не встигли зробити для «Коронас-Ф» прилад — Сонячний радіоспектрометр Сорс на діапазон 0.1-30 МГц. Він призначався для дослідження сонячних радіовсплесків II, III, IV типів, їх динаміки і тонкої структури, а також діагностики іоносферної плазми. Попередники Сорс успішно працювали на декількох супутниках серії «Інтеркосмос» і на КА «Коронас-І». Керівниками цієї розробки були д.ф.-м.н. З. Клосс (ЦКІ ПАН, Варшава) і д.ф.-м.н. С. А. Пулінец (ІЗМІРАН).
Для збору інформації з наукової апаратури, її запам'ятовування і відтворення для передачі по радіоканалу на КА встановлена мікрокомп'ютерна Система збору наукової інформації ССНІ. Ця ж система приймає команди Наукового центру управління польотом, виконує їх в заданий час або передає на виконання приладів. До складу ССНІ входять центральний накопичувальний блок, командних радіоліній і набір телеметричних передавачів. Опитування 16 цифрових джерел зі швидкістю 32768 Гц, частота виведення інформації — 1 Мбіт / с. Аналогічна система розробки ІЗМІРАН протягом 7 років безвідмовно працювала на КА «Коронас-І».
Прийом інформації з супутника забезпечується прийомним центром у Нойштреліце (Німеччина, за угодою з астрофізичного інституту Потсдама) і прийомним пунктом ІЗМІРАН. Обробка даних виконується у Російсько-німецькому комп'ютерному офісі з використанням суперкомп'ютера CONVEX.

Проект має світове значення за складом розв'язуваних завдань.
Комплексні спостереження активності Сонця із супутника «Коронас-Ф» дозволили отримати нові знання про внутрішню будову Сонця, його активності поблизу максимуму сонячного циклу, краще зрозуміти сонячно-земних зв'язків та механізми впливу сонячної активності на навколоземний космічний простір і земну атмосферу.
Учасники експерименту:
- Інститут земного магнетизму іоносфери і поширення радіохвиль РАН,
- Фізичний інститут РАН ім. П. М. Лебедєва РАН,
- Головна астрономічна обсерваторія НАН України,
- Київський державний університет,
- наукові організації Німеччини, Польщі.

Склад наукової апаратури:
| Назва приладу                                             | Призначення                                                                                       |
| --------------------------------------------------------- | ------------------------------------------------------------------------------------------------- |
| Фотометр ДІФОС                                            | геліосейсмологічний моніторинг                                                                    |
| Сонячний рентгенівський телескоп СРТ-К                    | побудова монохроматичних зображень Сонця в рентгенівському діапазоні                              |
| рентгенівський спектрометр РЕС-К                          | дослідження спектрів рентгенівського випромінювання з високою спектральною розподільною здатністю |
| фотометр-спектрометр ДІАГЕНЕСС                            | дослідження рентгенівського випромінювання активних областей і спалахів на Сонці                  |
| рентгенівський спектрометр РЕСІК                          | дослідження рентгенівського випромінювання Сонця з високою спектральною розподільною здатністю    |
| сонячний поляриметр СПР-Н                                 | дослідження поляризації рентгенівського випромінювання сонячних спалахів                          |
| рентгенівський спектрометр ІРИС                           | дослідження спалахової активності Сонця в рентгенівському діапазоні спектра                       |
| сцинтиляційний рент-геновскій і гамма-спектрометр Гелікон | дослідження спалахової активності Сонця в рентгенівських і гамма-променях                         |
| напівпровідниковий спектрометр РПС-1                      | дослідження рентгенівського випромінювання сонячних спалахів і їх провісників                     |

## Експлуатація
Експлуатація супутника дозволила продовжувати подальшу участь в реалізації спільного з російськими організаціями наукового напрямку робіт з дослідження Сонця. Вже до кінця грудня 2001 року було отримано понад 40 000 знімків Сонця в різних лініях рентгенівського діапазону, за якими відновлені тривимірні зображення і динаміка сонячної корони, вперше виявлені динамічні плазмові структури з температурами, які майже в десять разів перевищують температуру сонячної корони. За добу через бортову систему збору наукової інформації скидалося на Землю близько 100 Мбайт первинної інформації, яка потім розподілялася між вченими — постановниками експериментів.
Цікаві результати були отримані від сонячного фотометра ДІФОС, який вів моніторинг глобальних коливань інтенсивності випромінювання Сонця в діапазоні від ультрафіолету до інфрачервоного діапазону.
Сонячний рентгенівський телескоп СРТ-К і рентгенівський спектрометр РЕС-До мали дуже малий час побудови зображення, що дозволило детально простежувати перебіг процесів на Сонці в 11 спектральних діапазонах, не поступаючись в просторовому вирішенні інформації, що отримується від приладів американсько-європейської обсерваторії SOHO. Накопичені дані, отримані із супутника, дозволили краще зрозуміти внутрішню будову світила і фізичні процеси, які відбуваються в його надрах.